# Stam1na (album)
Stam1na – debiutancki album studyjny zespołu Stam1na wydany 2 marca 2005 roku przez Sakara Records.

## Lista utworów
Źródło
1. „Ristiriita” – 3:28
2. „Sananen lihasta” – 3:38
3. „Kadonneet kolme sanaa” – 3:42
4. „Väkivaltakunta” – 3:06
5. „Erilaisen rakkauden todistaja” – 3:20
6. „Koe murha!” – 2:45
7. „Tuomittu, syyllinen” – 3:46
8. „Peto rakasti sinua” – 3:29
9. „Koirapoika” – 3:48
10. „Kaikki kääntyy vielä parhain päin” – 4:08
11. „Paha arkkitehti” – 4:00

## Twórcy
Źródło
| - Antti "Hyrde" Hyyrynen – śpiew, gitara - Pekka "Pexi" Olkkonen – gitara - Teppo "Kake" Velin – perkusja - Kaisu "Gaysha" Kärri – śpiew (gościnnie) - Miitri Aaltonen – śpiew wspierający (gościnnie) | - Miitri Aaltonen – produkcja, realizacja nagrań, miks - Tiina Röyskö – asystent inżyniera dźwięku - Mika Jussila – mastering |